# Anatolij Kamczatkin
Anatolij Nikołajewicz Kamczatkin, ros. Анатолий Николаевич Камчаткин (ur. ?, zm. 13 kwietnia 1929 roku w Amiens) – rosyjski emigracyjny działacz społeczno-religijny.
Ukończył akademię duchowną w Piotrogradzie. Uczestniczył w wojnie domowej w Rosji w szeregach wojsk Białych admirała Aleksandra Kołczaka na Syberii. W 1920 roku przybył do Wilna, gdzie został nauczycielem łaciny w seminarium duchownym. Następnie objął funkcję zastępcy dyrektora seminarium. Jednocześnie był sekretarzem Wileńskiego Stowarzyszenia Rosyjskiego. W II połowie lat 20. przyjechał do Paryża, wstępując do instytutu teologicznego. Z powodu śmiertelnej choroby nie dokończył nauki.